# Verdejegy
A verdejegy a pénzverés helyét mutató megjelölés a pénzérmén. Általában betű vagy betűkombináció, mely utalhat pénzverde székhelyére.
A verdejegy célja eredetileg a pénzverés során felmerülő hibák (esetleg csalás) eredetének feltárása volt: ha egy érme súlya vagy finomsága nem felelt meg a szabványnak, akkor a verdejegy alapján lehetett megkeresni a probléma forrását. A verdejegy először a görög pénzeken jelent meg és magisztrátusi jegynek nevezték, mivel a pénzverde élére kinevezett tisztviselő felelt a pénzverde jogszerű működéséért.
A pénzrontás régen és ma is súlyos bűncselekménynek minősült, gyakran halálbüntetéssel sújtották, mint például 1649-ben a potosíi spanyol gyarmati pénzverde vezetőit.
A jelenleg forgalomban lévő forint pénzérmék és emlékérmék mindegyike az Állami Pénzverde BP. verdejegyét viseli. A trianoni békeszerződés előtt a magyar pénzek Körmöcbányán (K. B.) készültek, később a csehszlovák, majd a szlovák érméket is itt verték. A történelmi Magyarország területén emellett sok más településen is működtek pénzverdék hosszabb-rövidebb ideig.